# Idioma asamés
El idioma asamés (autoglotónimo অসমীয়া ôxômiya) es la lengua oficial del estado de Assam, en el noreste de la India. También se habla en partes de Arunachal Pradesh y en otros estados del noreste de la India; en Bután y Bangladés, y en otras partes del mundo que han recibido emigrantes de Assam. Lo hablan más de 20 millones de personas. En la actualidad, se trata de la lengua indoeuropea más oriental.
El nombre del idioma deriva de Assam, nombre de una parte del valle del río Brahmaputra. En asamés, el estado se llama Ôxôm (pronunciado /ojóm/) y el idioma ôxômiya (/ojomíia/).

## Formación del asamés
El asamés y las lenguas afines (como el bengalí y el oriya) se desarrollaron a partir del prácrito de Magadha.
Los registros escritos en una forma anterior a la secuencia de comandos del asamés se remontan a cuando la dinastía de Varman gobernaba Kamarupa (parte de la actual Bengala era también una parte de la antigua Kamarupa).
Las características del asamés han sido descubiertas en el siglo IX en el Charyapada, un poemario de versos budistas descubierto en 1907 en Nepal, y que entró desde el final de la época Apabhramsa. Los ejemplos más tempranos del idioma aparecieron a principios del siglo XIV y se compusieron durante el reinado de Kamata Durlabhnarayana, rey de la dinastía Khen.
Desde la época del asamés, el Charyapada ha sido influenciado por las lenguas pertenecientes a las lenguas sino-tibetanas y austroasiáticas.

## Escritura
El asamés utiliza la escritura asamesa, una variante muy cercana de la escritura nagari oriental (bengalí), que proviene de la escritura gupta. Existe en el país una fuerte tradición literaria. Se pueden ver ejemplos en los edictos, las cesiones de tierra y los platos de plata de los reyes medievales.
El asamés tenía su propio sistema de escritura en la corteza del árbol Saanchi en que los textos religiosos y crónicas fueron escritas. La ortografía de los actuales en Las características no son necesariamente fonética. Hemkosh, el segundo diccionario del Asamés, tiene una ortografía hecha según el sánscrito, que son la norma actualmente.

## Morfología y gramática
El idioma asamés tiene los siguientes rasgos morfológicos característicos:
- El género y el número no están marcados gramaticalmente.
- Existe una distinción léxica de género en el pronombre de tercera persona.
- Los verbos transitivos se distinguen de los intransitivos.
- El caso agentivo está marcado abiertamente como distinto del acusativo.
- Los sustantivos de parentesco se inflexionan para la posesión pronominal personal.
- Los adverbios pueden derivarse de las raíces de los verbos.
- La construcción pasiva puede emplearse de forma idiomática.

### Proceso de negación
Los verbos en asamés son negados agregando /n/ antes del verbo, con /n/ tomando la vocal inicial del verbo. Por ejemplo:
- /na laɡɛ/ 'no desea' (1.ª, 2.ª y 3.ª persona)
- /ni likʰʊ̃/ 'no escribirá' (1.ª persona)
- /nukutʊ̃/ 'will not nibble' (1.ª persona)
- /nɛlɛkʰɛ/ 'no cuenta' (3.ª persona)
- /nɔkɔɹɔ/ 'no lo hace' (2.ª persona)

### Clasificadores
El asamés tiene una gran cantidad de clasificadores, los cuales son muy utilizados para diferentes tipos de objetos, tomados de idiomas sino-tibetanos. A continuación se dan unos pocos ejemplos de los ´clasificadores más elaborados y amplios:
- "zɔn" se utiliza para otorgarle a una persona, hombre un cierto nivel de respeto
  - E.g., manuh-zɔn – "el hombre"
- "zɔni" (mujer) es utilizado para un sustantivo o pronombre para indicar seres humanos
  - E.g., manuh-zɔni – "la mujer"
- "zɔni" es utilizado también para expresar un femenino no humano
  - E.g., sɔɹai zɔni –  "el ave", pɔɹuwa-zɔni – "la hormiga"
- "zɔna" y "gɔɹaki" son utilizados para expresar un gran nivel de respeto a un hombre y a una mujer
  - E.g., kɔbi-zɔna –  "el poeta", gʊxaɪ-zɔna –  "la diosa", rastrapati-gɔɹaki – "el presidente", tiɹʊta-gɔɹaki – "la mujer"
- "tʊ" tiene tres formas: tʊ, ta, ti
  - (a) tʊ: es utilizado para especificar algo, aunque en el caso de una persona, ejemplo, loɹa-tʊ – "ese chico en particular", es descortés
  - (b) ta: solo es utilizado después de numerales, o sea, ɛta, duta, tinita – "uno, dos, tres"
  - (c) ti: es la forma diminutiva, o sea, kesua-ti –  "el niño, además de expresar más afecto o cariño por
- "kɔsa", "mɔtʰa" y "taɹ" se utilizan para cosas en manojos
  - por ejemplo, sabi-kɔsa - "el manojo de llaves", saul-mɔtʰa – "a<un puñado de arroz", suli-taɹi o suli kɔsa – "el mechón de pelos"
- dal, dali, son usados después de sustantivos para indicar algo largo pero redondo y sólido
  - E.g., bãʱ-dal - "el bambú", katʰ-dal – "el trozo de madera", bãʱ-dali – "el trozo de bambú"

| Clasificador | Referencia                                                                    | Ejemplos                                                   |
| ------------ | ----------------------------------------------------------------------------- | ---------------------------------------------------------- |
| /zɔn/        | hombres (adulto)                                                              | manuh-zɔn (el hombre - honorífico)                         |
| /zɔni/       | mujeres (mujeres y animales)                                                  | manuh-zɔni (la mujer), sɔrai-zɔni (el pájaro)              |
| /zɔna/       | honorífico                                                                    | kobi-zɔna (el poeta), gʊxai-zɔna (el dios/diosa)           |
| /ɡɔɹaki/     | hombres y mujeres (honorífico)                                                | manuh-ɡɔɹaki (la mujer), rastrɔpɔti-gɔɹaki (el presidente) |
| /tʊ/         | objetos inanimados o machos de animales y hombres (poco cortés)               | manuh-tʊ (el hombre - diminutivo), gɔɹu-tʊ (la vaca)       |
| /ti/         | objetos inanimados o niños                                                    | kesua-ti (el bebé)                                         |
| /ta/         | para contar numerales                                                         | e-ta (primero), du-ta (segundo)                            |
| /kʰɔn/       | objetos planos cuadrados o rectangulares, grandes o pequeños, largos o cortos |                                                            |
| /kʰɔni/      | terreno como ríos y montañas                                                  |                                                            |
| /tʰupi/      | objetos pequeños                                                              |                                                            |
| /zak/        | grupo de personas, ganado; también para la lluvia; ciclón                     |                                                            |
| /sati/       | brisa                                                                         |                                                            |
| /pat/        | objetos delgados, planos anchos o estrechos.                                  |                                                            |
| /paɦi/       | flores                                                                        |                                                            |
| /sɔta/       | objetos que son sólidos                                                       |                                                            |
| /kɔsa/       | sustantivos no numerables                                                     |                                                            |
| /mɔtʰa/      | conjunto de objetos                                                           |                                                            |
| /mutʰi/      | Pequeño grupo de objetos                                                      |                                                            |
| /taɹ/        | objetos como escobas                                                          |                                                            |
| /ɡɔs/        | objetos como mecha                                                            |                                                            |
| /ɡɔsi/       | lámpara de arcilla o vieja lámpara de kerosén usada en Assam                  |                                                            |
| /zʊpa/       | objetos del tipo árboles y arbustos                                           |                                                            |
| /kʰila/      | objetos tales como papel y hojas                                              |                                                            |
| /kʰini/      | sustantivos de masa incontable                                                |                                                            |
| /dal/        | objetos inanimados flexibles/rígidos u oblongos; seres humanos (peyorativo)   |                                                            |

En idioma asamés, por lo general los clasificadores se utilizan en las formas: numeral + clasificador + sustantivo (ejemplo. /ezɔn manuh/ ejon manuh 'un hombre') o sustantivo + numeral + clasificador (ejemplo /manuh ezɔn/ manuh ejon 'un hombre').

### Nominalización
La mayoría de los verbos se pueden convertir en sustantivos mediante la adición del sufijo /ɔn/. Por ejemplo, /kʰa/ ('comer') se puede convertir en /kʰaɔn/ khaon ('buena comida').

### Casos gramaticales
El asamés posee 8 casos gramaticales:
| Casos        | Sufijo                                                             | Ejemplo |
| ------------ | ------------------------------------------------------------------ | --- |
| Absolutivo   | ninguno                                                            | বাৰীত গৰু সোমাল।, barit góru- xwmal., jardín-LOC ganado-ABS entraron, Ganado entró en el jardín. |
| Ergativo     | -এ, -ই -e, -i                                                      | গৰুৱে ঘাঁহ খায়।, góru-e ghãh kha-e., ganado-ERG pasto-ACC comer-3.HAB.PRES, Ganado come pasto. Nota: Los pronombres personales sin plural u otros sufijos no se marcan. |
| Acusativo    | (অ)ক, (o)k,                                                        | শিয়ালটোৱে শহাটোক খেদি আছে।, xial-tw-e xoha-tw-k khedi ase., chacal-la-ERG liebre-el-ACC persigue existe-3.PRES.CONT, El chacal persigue a la liebre. তেওঁলোকে চোৰটো পুলিচক গতালে।, tewlwk-e sür-tw- pulis-ok gotale, ellos ladrón-el-ACC policía-ACC entregar-REC-3, Ellos entregaron el ladrón a la policía. |
| Genitivo     | -(অ)ৰ -(o)r                                                        | তাইৰ ঘৰ, tai-r ghor, ella-GEN casa, La casa de ella. |
| Dativo       | -(অ)লৈ [dialectal: -(অ)লে]; -(অ)ক -(o)lói [dialectal: -(o)le]; -(o)k | সি পঢ়াশালিলৈ গৈ আছে।, xi porhaxali-lói gói ase., él escuela-DAT va existe-3.PRES.CONT, ël va a la escuela. বাক চাবিটো দিয়া।, ba-k sabi-tw- dia., {hermana mayor}-DAT llave-la-ACC dar-FAM.IMP, Le da a la hermana mayor la llave.                                                                       |
| Terminativo  | -(অ)লৈকে [dialectal: -(অ)লেকে], -(o)lói [dialectal: -(o)leke]          | মই নহালৈকে কʼতো নেযাবা।, moi n-oha-lóike kót-w ne-ja-b-a., Yo no-venir-TERM donde-aún no-ir-futuro-3, No vayas a ninguna parte hasta que yo no venga. ১ৰ পৰা ৭লৈকে, 1-or pora 7-olóike, uno-GEN de siete-TERM, De 1 a 7                                                                              |
| Instrumental | -(এ)ৰে dialectal: -(এ)দি , -(e)re dialectical: -(e)di                | কলমেৰে লিখিছিলা।, kolom-ere likhisila., lapicera -INS escribir-2. DP pasado distante, Tú escribiste con (una) lapicera. |
| Locativo     | -(অ)ত [a veces: -এ] -(o)t [a veces: -e]                            | সি বহীখনত লিখিছে।, xi bóhi-khon-ot likhise. él cuaderno-el-LOC escribir-PRES.PERF.3, Él ha escrito en el cuaderno. আইতা মঙলবাৰে আহিছিল। , aita moŋolbar-e ahisil. abuela martes-LOC venir- DP pasado distante-3 La abuela vino el martes.                                                            |

### Pronombres
| Número   | Persona | Géneror              | Pronombres                                                                                                  | Pronombres                                                 | Pronombres                                                 | Pronombres                                                 | Pronombres                                                             |
| Número   | Persona | Géneror              | Absolutivo Ergativo                                                                                         | Acusativo Dativo                                           | Genitivo                                                   | Locativo                                                   | Dativo                                                                 |
| -------- | ------- | -------------------- | --- | ---------------------------------------------------------- | ---------------------------------------------------------- | ---------------------------------------------------------- | ---------------------------------------------------------------------- |
| Singular | primera | m/f (yo)             | moi | mwk                                                        | mwr                                                        | mwt                                                        | mwlói                                                                  |
| Singular | segunda | m/f (usted)          | toi ᵛ tumi ᶠ apuni ᵖ                                                                                        | twk twmak apwnak                                           | twr twmar apwnar                                           | twt twmat apwnat                                           | twloi twmalói apwnaloi                                                 |
| Singular | tercera | m (el) n (ello, eso) | i * xi **                                                                                                   | iak tak                                                    | iar tar                                                    | iat tat                                                    | ialoi taloi                                                            |
| Singular | tercera | f (ella)             | ei * tai **                                                                                                 | eik taik                                                   | eir tair                                                   | eit tait                                                   | eilói tailói                                                           |
| Singular | tercera | n & p (el/ella)      | ew/ekhet(-e ᵉ) * teü/tekhet(-e ᵉ) **                                                                        | ewk/ekhetok tewk/tekhetok                                  | ewr/ekhetor tewr/tekhetor                                  | ewt/ekhetot tewt/tekhetot                                  | ewloi/ekhetólói tewlói/tekhetólói                                      |
| Plural   | primera | m/f (nosotros)       | ami | amak                                                       | amar                                                       | amat                                                       | amalói                                                                 |
| Plural   | segunda | m/f (usted)          | tohot(-e ᵉ) ᵛ twmalwk(-e ᵉ) ᶠ apwnalwk(-e ᵉ) ᵖ                                                              | tohõtok twmalwkok apwnalwkok                               | tohõtor twmalwkor apwnalwkor                               | tohõtot twmalwkot apwnalwkot                               | tohõtolói twmalwkolói apwnalwkolói                                     |
| Plural   | tercera | m/f (ellos)          | ihõt * ewlwk/ekhetxokol(-e ᵉ) ᵖ * xihõt ** tewlwk/tekhetxokol(-e ᵉ) ᵖ **                                    | ihõtok xihotõk ewlwkok/ekhetxokolok tewlwkok/tekhetxokolok | ihõtor xihotõr eülwkor/ekhetxokolor tewlwkor/tekhetxokolor | ihõtot xihotõt ewlwkot/ekhetxokolot tewlwkot/tekhetxokolot | ihõtoloi xihotõloi ewlwkok/ekhetxokololoi tewlwkoloi/tekhetxokololoi   |
| Plural   | tercera | n (estos, aquellos)  | eibwr(-e ᵉ) ᵛ * eibilak(-e ᵉ) ᶠ * eixómuh(-e ᵉ) ᵖ * xeibwr(-e ᵉ) ᵛ ** xeibilak(-e ᵉ) ᶠ ** xeixómuh(-e) ᵖ ** | eibwrok eibilakok eixómuhok xeibwrok xeibilakok xeixómuhok | eibwror eibilakor eixómuhor xeibwror xeibilakor xeixómuhor | eibwrot eibilakot eixómuhot xeibwrot xeibilakot xeixómuhot | eibwrolói eibilakolói eixómuholói xeibwroloi xeibilakoleó xeixómuhólói |

m=masculino, f=femenino, n=neutro., *=la persona o el objeto están cerca., **=la persona o el objeto están lejos., v =muy  familiar, inferior, f=familiar, p=gentil, e=forma ergativa.

### Tiempo
Con verbo terminado en consonante likh (escribir) y verbo terminado en vocal kha (comer, beber, consumir).
| Raíz        | Likh, Kha                                                       |
| Gerundio    | Likha, khwa                                                     |
| Causativo   | Likha, khua                                                     |
| Conjugativo | Likhi, Khai & Kha                                               |
| Infinitivo  | Likhibó, Khabo                                                  |
| Objetivo    | Likhibólói, Khabólói                                            |
| Terminativo | Likhibólóike, Khabólóike                                        |
| Agentivo    | Likhüta np/Likhwra mi/Likhwri fi, Khawta np/Khawra mi/Khawri fi |
| Coverbo     | Likhwte, Khawte                                                 |
| Progresivo  | Likhwte likhwte, Khawte khawte                                  |
| Razón       | Likhat, Khwat                                                   |
|             | Likhilot, Khalot                                                |
| Condicional | Likhile, Khale                                                  |
| Perfectivo  | Likhi, Khai                                                     |
| Habitual    | Likhi likhi, Khai khai                                          |

Para diferentes tipos de verbos.
| Tiempo            | Persona                                  | tho "poner"  | tho "poner"              | kha "consumir" | kha "consumir"                        | pi "beber" | pi "beber"             | de "dar"   | de "dar"               | dhu "lavar"  | dhu "lavar"              | kor "hacer"  | kor "hacer"              | randh "cocinar" | randh "cocinar"                             | ah "venir"     | ah "venir"              |
| Tiempo            | Persona                                  | +            | -                        | +              | -                                     | +          | -                      | +          | -                      | +            | -                        | +            | -                        | +               | -                                           | +              | -                       |
| ----------------- | ---------------------------------------- | ------------ | ------------------------ | -------------- | ------------------------------------- | ---------- | ---------------------- | ---------- | ---------------------- | ------------ | ------------------------ | ------------ | ------------------------ | --------------- | ------------------------------------------- | -------------- | ----------------------- |
| Presente          | primera persona.                         | thow         | nothow                   | khaw           | nakhaw ~ nekhaw                       | piw        | nipiw                  | diw        | nidiw                  | dhw          | nudhw                    | korw         | nokorw                   | randhw          | narandhw ~ nerandhw                         | ahw            | nahw                    |
| Presente          | segunda persona. inf.                    | thwa         | nothwa                   | khwa           | nakhwa ~ nekhwa                       | piua       | nipiua                 | dia        | nidia                  | dhua         | nudhua                   | kora         | nokora                   | randha          | narandha ~ nerandha                         | aha            | naha                    |
| Presente          | segunda persona. pol.                    | thwa         | nwthwa                   | khwa           | nwkhwa                                | piua       | nipiua                 | dia        | nidia                  | dhwa         | nwdhwa                   | kora         | nokora                   | randha          | narandha ~ nerandha                         | aha            | naha                    |
| Presente          | segunda persona. hon. & tercera persona. | thoe         | nothoe                   | khae           | nakhae ~ nekhae                       | pie        | nipie                  | die        | nidie                  | dhwe         | nudhwe                   | kore         | nokore                   | randhe          | narandhe ~ nerandhe                         | ahe            | nahe                    |
| Presente continuo | primera persona                          | thói asw     | thoi thoka nai           | khai asw       | khai thoka nai                        | pi asu     | pi thoka nai           | di asw     | di thoka nai           | dhui asw     | dhui thoka nai           | kori asw     | kóri thoka nai           | randhi asw      | randhi thoka nai                            | ahi asw        | ahi thoka nai           |
| Presente continuo | segunda persona. inf.                    | thoi aso     | thoi thoka nai           | khai aso       | khai thoka nai                        | pi aso     | pi thoka nai           | di aso     | di thoka nai           | dhui aso     | dhui thoka nai           | kori aso     | kóri thoka nai           | randhi aso      | randhi thoka nai                            | ahi aso        | ahi thoka nai           |
| Presente continuo | segunda persona. pol.                    | thoi asa     | thoi thoka nai           | khai asa       | khai thoka nai                        | pi asa     | pi thoka nai           | di asa     | di thoka nai           | dhui asa     | dhui thoka nai           | kori asa     | kóri thoka nai           | randhi asa      | randhi thoka nai                            | ahi asa        | ahi thoka nai           |
| Presente continuo | segunda persona. hon. & tercera persona. | thoi ase     | thoi thoka nai           | khai ase       | khai thoka nai                        | pi ase     | pi thoka nai           | di ase     | di thoka nai           | dhui ase     | dhui thoka nai           | kori ase     | kóri thoka nai           | randhi ase      | randhi thoka nai                            | ahi ase        | ahi thoka nai           |
| Presente Perfecto | primera persona.                         | thoisw       | thwa nai                 | khaisw         | khwa nai                              | pisw       | pia nai                | disw       | dia nai                | dhui asw     | dhwa nai                 | korisw       | kora nai                 | randhisw        | rondha nai                                  | ahi asw        | oha nai                 |
| Presente Perfecto | segunda persona. inf.                    | thóisó       | thwa nai                 | khaisó         | khwa nai                              | pisó       | pia nai                | disó       | dia nai                | dhuisó       | dhwa nai                 | kórisó       | kora nai                 | randhisó        | rondha nai                                  | ahisó          | oha nai                 |
| Presente Perfecto | segunda persona. pol.                    | thoisa       | thwa nai                 | khaisa         | khwa nai                              | pisa       | pia nai                | disa       | dia nai                | dhuisa       | dhwa nai                 | korisa       | kora nai                 | randhisa        | rondha nai                                  | ahisa          | oha nai                 |
| Presente Perfecto | segunda persona hon. & tercera persona   | thoise       | thwa nai                 | khaise         | khwa nai                              | pise       | pia nai                | dise       | dia nai                | dhuise       | dhwa nai                 | korise       | kora nai                 | randhise        | rondha nai                                  | ahise          | oha nai                 |
| Pasado reciente   | 1st per.                                 | thölw        | nothölw                  | khalw          | nakhalw ~ nekhalw                     | pilw       | nipilw                 | dilw       | nidilw                 | dhulw        | nudhulw                  | korilw       | nokórilw                 | randhilw        | narandhilw ~ nerandhilw                     | ahilw          | nahilw                  |
| Pasado reciente   | segunda persona inf.                     | thöli        | nothöli                  | khali          | nakhali ~ nekhali                     | pili       | nipili                 | dili       | nidili                 | dhuli        | nudhuli                  | kórili       | nókórili                 | randhili        | narandhili ~ nerandhili                     | ahilw          | nahilw                  |
| Pasado reciente   | segunda persona pol.                     | thöla        | nothöla                  | khala          | nakhala ~ nekhala                     | pila       | nipila                 | dila       | nidila                 | dhula        | nudhula                  | kórila       | nókórila                 | randhila        | narandhila ~ nerandhila                     | ahila          | nahila                  |
| Pasado reciente   | segunda persona . hon. & tercera persona | thöle        | nothöle                  | khale          | nakhale ~ nekhale                     | pile       | nipile                 | dile       | nidile                 | dhule        | nudhule                  | kórile       | nókórile                 | randhile        | narandhile ~ nerandhile                     | ahile / ahiltr | nahile / nahiltr        |
| Pasado distante   | 1st per.                                 | thoisilw     | nothoisilw ~ thwa nasilw | khaisilw       | nakhaisilw ~ nekhaisilw ~ khwa nasilw | pisilw     | nipisilw ~ pia nasilw  | disilw     | nidisilw ~ dia nasilw  | dhuisilw     | nudhuisilw ~ dhüa nasilw | kórisilw     | nókórisilw ~ kora nasilw | randhisilw      | narandhisilw ~ nerandhisilw ~ rondha nasilw | ahisilw        | nahisilw ~ oha nasilw   |
| Pasado distante   | segunda persona inf.                     | thoisili     | nothóisili ~ thwa nasili | khaisili       | nakhaisili ~ nekhaisili ~ khwa nasili | pisili     | nipisili ~ pia nasili  | disili     | nidisili ~ dia nasili  | dhuisili     | nudhuisili ~ dhwa nasili | korisili     | nokorisili ~ kora nasili | randhisili      | narandhisili ~ nerandhisili ~ rondha nasili | ahisili        | nahisili ~ oha nasili   |
| Pasado distante   | segunda persona pol.                     | thoisila     | nothóisila ~ thwa nasila | khaisila       | nakhaisila ~ nekhaisila ~ khüa nasila | pisila     | nipisila ~ pia nasila  | disila     | nidisila ~ dia nasila  | dhuisila     | nudhuisila ~ dhwa nasila | korisila     | nokorisila ~ kora nasila | randhisila      | narandhisila ~ nerandhisila ~ rondha nasila | ahisila        | nahisila ~ oha nasila   |
| Pasado distante   | 2nd per. hon. & 3rd per.                 | thoisile     | nothoisile ~ thwa nasile | khaisile       | nakhaisile ~ nekhaisile ~ khwa nasile | pisile     | nipisile ~ pia nasile  | disile     | nidisile ~ dia nasile  | dhuisile     | nudhuisile ~ dhüa nasile | korisile     | nokorisile ~ kora nasile | randhisile      | narandhisile ~ nerandhisile ~ rondha nasile | ahisile        | nahisile ~ oha nasile   |
| Past continuous   | 1st per.                                 | thoi asilw   | thoi thoka nasilw        | khai asilw     | khai thoka nasilw                     | pi asilw   | pi thoka nasilw        | di asilw   | di thoka nasilw        | dhui asils   | dhui thoka nasils        | kori asils   | kori thoka nasils        | randhi asils    | randhi thoka nasils                         | ahi asils      | ahi thoka nasils        |
| Past continuous   | 2nd per. inf.                            | thoi asili   | thoi thoka nasili        | khai asili     | khai thoka nasili                     | pi asili   | pi thoka nasili        | di asili   | di thoka nasili        | dhui asili   | dhui thoka nasili        | kori asili   | kori thoka nasili        | randhi asili    | randhi thoka nasili                         | ahi asili      | ahi thoka nasili        |
| Past continuous   | segunda persona pol.                     | thoi asila   | thoi thoka nasila        | khai asila     | khai thoka nasila                     | pi asila   | pi thoka nasila        | di asila   | di thoka nasila        | dhui asila   | dhui thoka nasila        | kori asila   | kori thoka nasila        | randhi asila    | randhi thoka nasila                         | ahi asila      | ahi thoka nasila        |
| Past continuous   | segunda persona. hon. & tercera persona  | thoi asil(e) | thoi thoka nasil(e)      | khai asil(e)   | khai thoka nasil(e)                   | pi asil(e) | pi thoka nasil(e)      | di asil(e) | di thoka nasil(e)      | dhui asil(e) | dhui thoka nasil(e)      | kori asil(e) | kori thoka nasil(e)      | randhi asil(e)  | randhi thoka nasil(e)                       | ahi asil{e)    | ahi thoka nasil(e)      |
| Futuro            | primera persona                          | thöm         | nothöm                   | kham           | nakham ~ nekham                       | pim        | nipim                  | dim        | nidim                  | dhum         | nudhum                   | korim        | nokorim                  | randhim         | narandhim ~ nerandhim                       | ahim           | nahim                   |
| Futuro            | segunda persona inf.                     | thöbi        | nothöbi                  | khabi          | nakhabi ~ nekhabi                     | pibi       | nipibi                 | dibi       | nidibi                 | dhubi        | nudhubi                  | koribi       | nokoribi                 | randhibi        | narandhibi ~ nerandhibi                     | ahibi          | nahibi                  |
| Futuro            | segunda persona pol.                     | thöba        | nothöba                  | khaba          | nakhaba ~ nekhaba                     | piba       | nipiba                 | diba       | nidiba                 | dhuba        | nudhuba                  | koriba       | nókóriba                 | randhiba        | narandhiba ~ nerandhiba                     | ahiba          | nahiba                  |
| Futuro            | 2nd per. hon. & 3rd per.                 | thöbo        | nothöbo                  | khabo          | nakhabo ~ nekhabo                     | pibo       | nipibo                 | dibo       | nidibo                 | dhubo        | nudhubo                  | koribo       | nokoribo                 | randhibo        | narandhibo ~ nerandhibo                     | ahibo          | nahibo                  |
| Future continuous | 1st per.                                 | thoi thakim  | thoi nathakim/nethakim   | khai thakim    | khai nathakim/nethakim                | pi thakim  | pi nathakim/nethakim   | di thakim  | di nathakim/nethakim   | dhui thakim  | dhui nathakim/nethakim   | kori thakim  | kori nathakim/nethakim   | randhi thakim   | randhi nathakim/nethakim                    | ahi thakim     | ahi nathakim/nethakim   |
| Future continuous | 2nd per. inf.                            | thoi thakibi | thoi nathakibi/nethakibi | khai thakibi   | khai nathakibi/nethakibi              | pi thakibi | pi nathakibi/nethakibi | di thakibi | di nathakibi/nethakibi | dhui thakibi | dhui nathakibi/nethakibi | kori thakibi | kori nathakibi/nethakibi | randhi thakibi  | randhi nathakibi/nethakibi                  | ahi thakibi    | ahi nathakibi/nethakibi |
| Future continuous | 2nd per. pol.                            | thoi thakiba | thoi nathakiba/nethakiba | khai thakiba   | khai nathakiba/nethakiba              | pi thakiba | pi nathakiba/nethakiba | di thakiba | di nathakiba/nethakiba | dhui thakiba | dhui nathakiba/nethakiba | kori thakiba | kori nathakiba/nethakiba | randhi thakiba  | randhi nathakiba/nethakiba                  | ahi thakiba    | ahi nathakiba/nethakiba |
| Future continuous | 2nd per. hon. & 3rd per.                 | thoi thakibo | thoi nathakibo/nethakibo | khai thakibo   | khai nathakibo/nethakibo              | pi thakibo | pi nathakibo/nethakibo | di thakibo | di nathakibo/nethakibo | dhui thakibo | dhui nathakibo/nethakibo | kori thakibo | kori nathakibo/nethakibo | randhi thakibo  | randhi nathakibo/nethakibo                  | ahi thakibo    | ahi nathakibo/nethakibo |

Las formas negativas son n + primera vocal del verbo + el verbo. Ejemplo: Moi porhw, Moi noporhw (Yo leo, Yo no leo); Tumi khelila, Tumi nekhelila (Tú jugastes, Tú no jugastes). Para verbos que comienzan con una vocal, solo se agrega la n-, sin alargar la vocal. En algunos dialectos si la primera vocal es una a en un verbo que comienza con consonante, se utiliza ne, como por ejemplo, Moi nakhaw (Y no como) es Moi nekhaü. In past continuous the negative form is -i thoka nasil-. In future continuous it's -i na(/e)thaki-. En el presente continuo y el presente perfecto, solo con utilizados -i thoka nai y -a nai' respectivamente para todos los pronombres personales. A veces los pronombres plurales, el sufijo -hok se utiliza, como korwhok (nosotros hacemos), ahilahok (ustedes vinieron).Content